# ルーカス・ジョアン
ルーカス・エドゥアルド・ドス・サントス・ジョアン（ポルトガル語: Lucas Eduardo Dos Santos João、1993年9月4日 - ）は、ポルトガル・リスボン出身のプロサッカー選手。元ポルトガル代表、現アンゴラ代表。ポジションはFW。
アンゴラにルーツを持つ。

## 経歴

### ナシオナル
2011年、CDナシオナルのアカデミーに入団。
2013年12月、レンタル先のSCミランデラでプロデビュー。2013–14シーズンよりナシオナルに復帰し、2013年9月15日のプリメイラリーガ・FCアロウカ戦でトップチームデビュー。

### シェフィールド・ウェンズデイ
2015年7月31日、シェフィールド・ウェンズデイFCに移籍。契約は4年。
2017年1月30日、ブラックバーン・ローヴァーズFCにレンタル移籍。

### レディング
2019年8月6日、レディングFCに4年契約で移籍。

### 上海海港
2023年7月28日、上海海港足球倶楽部に移籍。

### ウム・サラル
2024年2月、ウム・サラルSCに移籍。

## 代表歴
2015年11月6日、ポルトガル代表初招集。11月14日、クラスノダールで開催されたロシア代表との親善試合で初キャップ。3日後のルクセンブルク代表戦にも出場した。
2022年3月にアンゴラ代表初招集。同月29日、赤道ギニア代表との親善試合で初出場を記録した。